# دلمار (دلاور)
دلمار، دلاور (به انگلیسی: Delmar, Delaware) یک سکونتگاه مسکونی در ایالات متحده آمریکا است که در دلاویر واقع شده‌است.

## خصوصیات
دلمار ۲٫۴ کیلومترمربع مساحت و ۱٬۵۹۷ نفر جمعیت دارد و ۱۵ متر بالاتر از سطح دریا واقع شده‌است.

## موقعیت جغرافیایی
موقعیت جغرافیایی شهرها و مناطق اطراف به شرح زیر است: